# Iglesia de Santa Ana (Guadalcanal)
La iglesia de Santa Ana de Guadalcanal es un templo católico cuya construcción data del siglo XV. Se encuentra ubicada en la localidad de Guadalcanal, provincia de Sevilla, (España).

## Historia
Es una iglesia de estilo mudéjar. Su construcción se inició entre finales del siglo XV y principios del XVI. Fue posteriormente ampliada y transformada en el XVIII. Está declarada Monumento Histórico-Artístico de carácter Nacional. Son de destacar sus capillas y retablos de los siglos XVII y XVIII.
Entre los años 1997 y 1999 la Consejería de Cultura de la Junta de Andalucía llevó a cabo dos intervenciones de emergencia en sus cubiertas y sus muros para garantizar su estabilidad estructural así como la protección de sus pinturas murales, realizando además de una cubierta nueva para evitar las filtraciones de agua. Las obras incluyeron también la restauración del campanario y chapitel de la torre y un tratamiento de protección de la armadura de madera de la cubierta. Igualmente, se restauraron pinturas y murales del siglo XV y las maderas policromadas de ese mismo siglo que se encuentran en el artesonado del crucero primitivo y en los pares de la nave.

## Iglesia
La iglesia, situada sobre un altozano, consta de una sola nave, y fue edificada básicamente en dos etapas.
A la primera etapa corresponden la estructura interior de la iglesia, de planta rectangular de una sola nave de cinco tramos separados por arcos transversales, una capilla mayor de cabecera plana y un crucero insinuado por la construcción de dos capillas laterales en el quinto tramo. También pertenece a esta etapa su singular pórtico exterior sobre gradas, compuesto por tres arcos apuntados enmarcados por alfíces sobre pilares ochavados, que se encuentra situado en el lado de la epístola, así como la robusta torre-fachada de tres cuerpos rematada por chapitel situada a los pies.
A la segunda etapa corresponde la decoración de las portadas laterales, adinteladas, con pilastras adosadas y flanqueadas con frontón recto partido con hornacina central. También a esta etapa corresponde la cubierta de la capilla mayor, resuelta mediante cúpula semiesférica, al igual que las cuatro capillas que aparecen adosadas en los muros laterales: tres en el lado del evangelio y una en el de la epístola.

## Bien de Interés Cultural
La iglesia de Santa Ana de Guadalcanal está declarada como Monumento y así aparece publicado en el BOE con fecha nueve de abril de 1979. 